# Ton Schulten
Ton Schulten (Ootmarsum, 25 april 1938) is een Nederlands schilder.

## Levensloop
Schulten werd geboren als zoon van een bakker in Ootmarsum en groeide op in een katholiek middenstandsgezin met zes kinderen. Vanaf 1956 bezocht hij de Academie voor Kunst en Industrie te Enschede, waar hij in 1962 cum laude afstudeerde als grafisch ontwerper en vormgever. Na carrière gemaakt te hebben in de reclamewereld besloot Schulten in 1989 zich geheel te gaan wijden aan de schilderkunst. Hij ontdekte in 1992 het Twentse coulisselandschap als inspiratiebron, nadien werd zijn werk meer figuratief. In 2004 kreeg de enigszins expressionistische schilderstijl van Ton Schulten een zekere mate van erkenning, doordat zijn kenmerkende stijl door kunstcriticus Hartmut Rau in een monografie over Schulten het consensisme werd genoemd.
Schulten werkt in zijn geboorteplaats Ootmarsum, waar ook 'Museum Ton Schulten' is gevestigd dat een overzicht van zijn werk biedt.